# Jeppe Aakjær
Jeppe Aakjær (n. 10 septembrie 1866, Åkær⁠(d), Danemarca – d. 22 aprilie 1930, Skive, Regiunea Midtjylland, Danemarca) a fost prozator și poet danez.
În nuvelele și romanele sale exprimă o atitudine socială, reflectând viața membrilor claselor defavorizate (muncitori, agricultori). Versurile sunt scrise în stilul lui Burns, evocând într-o manieră idilică atmosfera patriarhală a satului nordic.

## Opera

### Romane
- 1899: " Bondens søn"
- 1904: "Vredens børn" ("Copiii mâniei")
- 1908: "Hvor Bønder bor"
- 1914: "Arbejdets glæde" ("Bucuria muncii")
- 1915: "Jens Langkniv"
- 1916: "Hvor der er gjærende kræfter" ("Forțe germinative")
- 1921: "Pigen fra Limfjorden"

### Nuvele, povestiri
- 1900: "Vadmelsfolk"
- 1901: " Fjandboer"
- 1916: "Vejr og vind og folkesind"

### Dramaturgie
- 1907: "Livet på Hegnsgård"
- 1909: "Ulvens søn"
- 1911: "Når bønder elsker"

### Poezie
- 1899: "Derude fra kjærene"
- 1905: "Fri felt" ("Câmp deschis")
- 1906: "Rugens sange og andre digte" ("Cântecele secarei")
- 1909: "Ulvens søn" ("Fiul lui Ulven")
- 1909: "Muld og malm"
- 1910: "Den sommer og den eng"
- 1913: "Esper tækki"
- 1919: "Glimmersand"
- 1920: "En daad"
- 1921: "Hjertegræs og ærenpris"
- 1924: "Hejmdals vandringer"
- 1926: "Jakob og hans Sønner"
- 1927: "Under aftenstjernen"
- 1956: Poezii publicate postum "Udvalgte digte"

### Altele
- 1918 Opera integrală ("Samlede værker"), 8 volume
- 1928: Autobiografie ("Erindringer")
- 1934: Autobiografie publicată postum "Efterladte erindringer"